# 中都路
中都路，金朝时设置的路。
金朝贞元元年（1153年），改燕京路为中都路，治所在大兴府（今北京城西南），辖境相当今天津市、河北省大城、文安、高阳、清苑、满城以北，内长城以南，抚宁、昌黎以西和紫荆关以东地区。中都路領一府八州：大兴府、通州、薊州、易州、涿州、順州、檀州、平州（興平軍節度使駐地）、灤州。
贞元二年（1154年），檀州併入順州，河北東路雄州、霸州、保州、安州、遂州、安肅州、信安軍改屬中都路。大定七年（1167年），降信安軍為縣，屬霸州。承安三年（1198年），分大兴府置盈州，尋廢。至此，中都路領一府十三州：大兴府、通州、薊州、易州、涿州、順州、平州（興平軍節度使駐地）、灤州、雄州（永定軍節度使駐地）、霸州、保州（順天軍節度使駐地）、安州、遂州、安肅州。泰和四年（1204年），遂州併入保州。貞祐二年（1214年），復置遂州。
貞祐二年（1214年），薊州、順州失陷。貞祐三年（1215年），大兴府、通州、平州、灤州失陷。興定元年（1217年），遂州失陷。興定二年（1220年），易州失陷。興定四年（1220年），涿州、保州、安肅州失陷。元光中（1222年－1223年），雄州、霸州、安州失陷。
大蒙古國太祖十年（1215年），改中都路為燕京路。至元元年（1264年），復燕京路为中都路，領一府八州：大兴府、涿州、霸州、通州、薊州、順州、檀州、東安州、固安州。至元九年（1272年），改中都路为大都路。

## 长官
金朝
关于金朝的中都路兵马都总管兼大兴尹，参见析津府、大兴府